# Кроленко Олександр Олександрович
Олександр Олександрович (Абрамович) Кроленко (справжнє прізивще Кролик; 1889—1970) — книгознавець та видавець, входив до редакційної ради видавництва «Academia».

## Життєпис
Народився 1889 року в Ромнах у маєтку графа Шереметєва, де його дід Марк Мойсейович Варшавський (1834—1900), був керуючим, у сім'ї купця другої гільдії Абрама Ісааковича Кролика та Поліни Марківни Варшавської. Мати походила з відомої сім'ї з Полтави: її дядьки — купці першої гільдії Абрам Мойсейович Варшавський (1821—1888) та Самуїл Мойсейович Варшавський (1815—1877), потомствений почесний громадянин, були великими фінансистами, підрядниками, громадськими діячами. Петербурга; її двоюрідні брати — юристи Марк Абрамович Варшавський (1845—1922), купець першої гільдії, а літератор Марк Самойлович Варшавський (1853—1897), інші двоюрідні брати також були великими підприємцями та банкірами. Брати матері — присяжні повірені Сергій Іванович Варшавський (1879—1945), журналіст (одружений з акторою МХАТа Ольгою Петрівною Норовою, 1875—1961), та Ілля Іванович Варшавський; племінник письменник Володимир Сергійович Варшавський.
Закінчив юридичний факультет Петербурзького університету 1912 року (за іншими відомостями 1911) з дипломом 1-го ступеня. У 1912 році був прийнятий до помічників присяжних повірених Санкт-Петербурзької окружної судової палати. Був записаний помічником до присяжного повіреного Михайла Казарінова, відомого та талановитого адвоката. На початку першої світової війни перебував у Італії, куди він їздив із сім'єю Олександра Бенуа. На початку 1915 року вступив юрисконсультом до Технічного комітету Головного інтендантського управління Військового міністерства, згодом перейменований на Технічну організацію для потреб чинної армії і переданий у відання міністерства землеробства, де працював до 1920 року.
У 1920—1921 році працював завідувачем бібліотечним сектором політвідділу Петроградського військового округу, у 1924—1927 року — був завідувачем торгового відділу міського сектору народної освіти Ленінграда, потім видавництвом «Academia» до 1929 року. Був представником видавництва «Федерація» у Ленінграді (1929—1930), працював завідувачем видавництвами ленінградських академічних театрів (1933—1943), викладав редакційно-видавничу справу у вищих та середніх спеціальних навчальних закладах. Одночасно працював у Науково-дослідному інституті книгознавства (1926—1933). Займався розробленням загальних питань книгознавства, вивченням психології читачів.

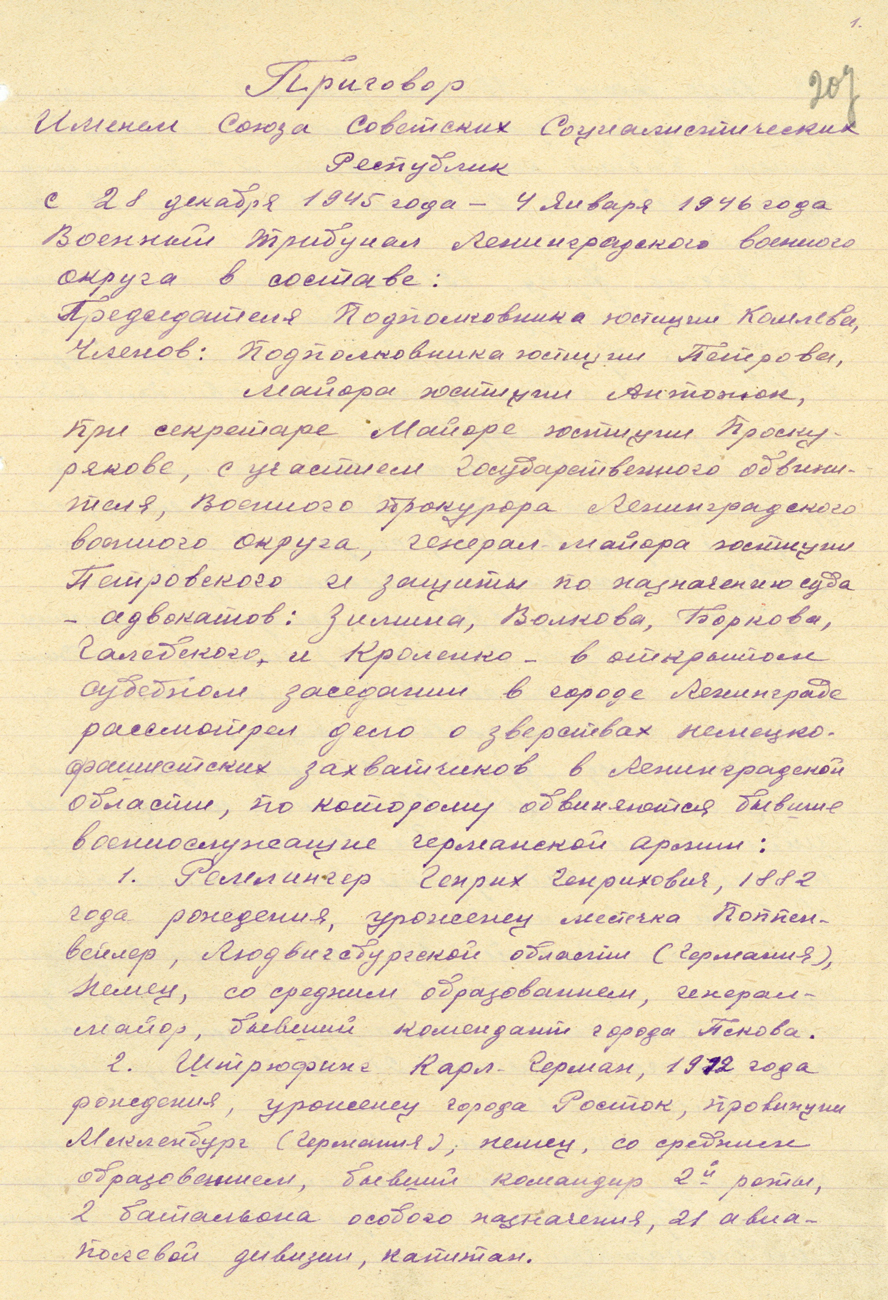
Вирок Ленінградського судового процесу із згадкою серед адвокатів Олександра Кроленка

У 1943—1949 роках Олександр Кроленко повернувся до юриспруденції та вступив до колегії адвокатів, проте книжкову справу не полишав до кінця життя. У 1945—1946 роках захищав німецьких військовополонених на Ленінградському судовому процесі. У січні 1946 року був захисником на Великолуцькому судовому процесі.
У 1952 році вийшов на пенсію і, окрім виступів з доповідями та повідомленнями з різних розділів книгознавства, працював над монографією з мистецтва книги. У 1950-х роках склав програми курсів «Друк і друкована справа в СРСР», «Організація та економіка книговидавничої справи в СРСР». У 1955 році виступив із доповіддю «Мистецтво радянської книги». Був членом секції книги та графіки Ленінградського Будинку вчених, в 1957 році прочитав тут доповідь «Радість та прикрощі книголюба».

## Праці
- Його кандидатська робота «Ідеї законодавчої творчості та закономірності розвитку права в новітній юриспруденції» була видана Петербурзьким університетом у 1913 році окремою брошурою.
- Короткий конспект з енциклопедії права. СПб., 1913.
- Економіка та політика калькуляції цін на книгу. Л., 1927.
- Проблеми книжкової вітрини. Л., 1929.

У ряді секцій виступив із доповідями з ключових питань книгознавства: «Питання економіки книги при обліку книжкової продукції» (1927), «Схеми з обліку книжкової продукції» (1927), «Наукова розробка книжкової справи на Заході» (1927), «Економіка та політика калькуляції цін на книги» (1927), «Проблеми економіки книги та їх вивчення» (1928), «Основні проблеми книгознавства, їх систематика та методи вивчення» (1928) та іншими.